# Kim Soo-ja
Kim Soo-ja (* 1957 in Taegu, Südkorea, bekannt als Kimsooja) ist eine südkoreanische Künstlerin.
Kim lebt seit 1998 in New York City. Von 1992 bis 1993 war sie Artist in Residence am P.S. 1 Contemporary Art Center. Sie hatte zahlreiche Einzelausstellungen, u. a. 2001 in der Kunsthalle Bern, 2000 in der Rodin Gallery in Seoul und im NTT InterCommunication Center (ICC) in Tokio und 1997 in Le Magasin in Grenoble.
2013 war sie am koreanischen Pavillon auf der 55. Biennale di Venezia beteiligt. 2015 wurde sie mit dem Ho-Am-Preis ausgezeichnet.

## Werk

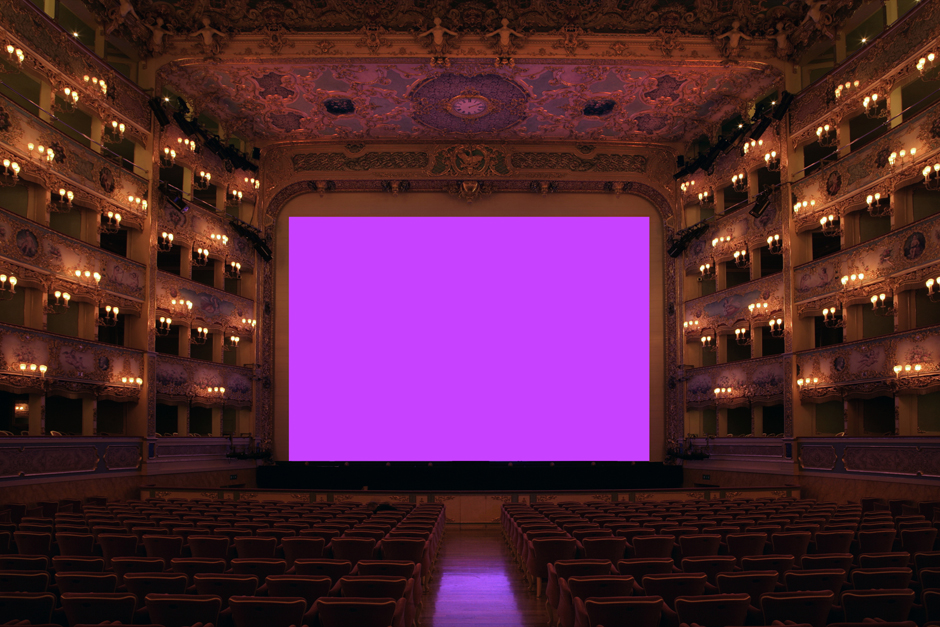
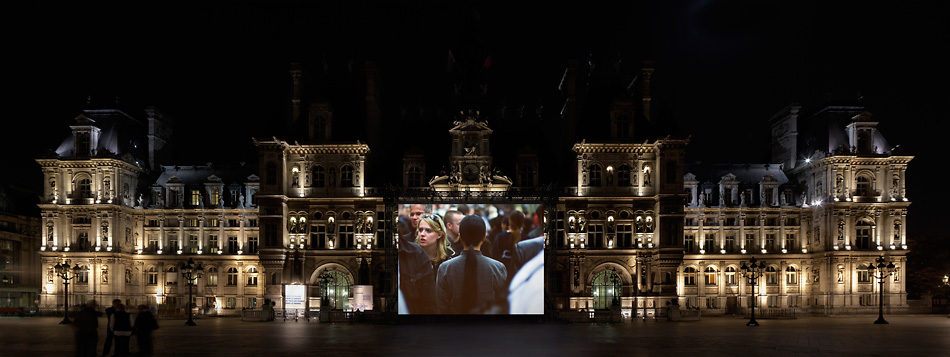
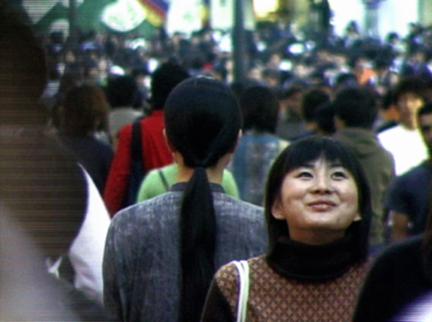